# Cambarellus (undersläkte)
Cambarellus är ett undersläkte till släktet Cambarellus, och omfattar 9 arter sötvattenlevande kräftor i familjen Cambaridae. De lever alla i Mexiko.
Förutom undersläktet Cambarellus omfattar släktet ytterligare två undersläkten, Dirigicambarus och Pandicambarus.

## Artlista

### Cambarellus (Cambarellus)
- Cambarellus (Cambarellus) alvarezi Villalobos, 1952
- Cambarellus (Cambarellus) areolatus (Faxon, 1885)
- Cambarellus (Cambarellus) chapalanus (Faxon, 1898)
- Cambarellus (Cambarellus) chihuahuae Hobbs, 1980
- Cambarellus (Cambarellus) montezumae (Saussure, 1857) – nominatunderarten för undersläktet, och en av de två arter som räknas som acocil
- Cambarellus (Cambarellus) occidentalis (Faxon, 1898)
- Cambarellus (Cambarellus) patzcuarensis Villalobos, 1943 – Mexikansk dvärgkräfta
- Cambarellus (Cambarellus) prolixus Villalobos & Hobbs, 1981
- Cambarellus (Cambarellus) zempoalensis Villalobos, 1943 – en av de två arter som räknas som acocil